# Edward Pelham-Clinton (książę)
Edward Charles Pelham-Clinton (ur. 18 sierpnia 1920, zm. 25 grudnia 1988) – brytyjski arystokrata, syn Guya Edwarda Pelhama-Clintona i Hermione Edith Agnes Tollemache, córki Arthura Fredericka Churchilla Tollemache'a. Pochodził z bocznej linii rodu Pelhamów, był prawnukiem 4. księcia Newcastle.
Kształcił się w Eton College i Oksfordzkim Trinity College. Podczas II wojny światowej służył w Królewskiej Artylerii i dosłużył się rangi kapitana. Po wojnie pracował w Royal Scottish Museum w Edynburgu. Był zapalonym kolekcjonerem motyli. W listopadzie 1988 r. po śmierci swojego odległego kuzyna, Henry’ego odziedziczył tytuł księcia Newcastle, jako jedyny żyjący potomek w linii męskiej Henry’ego Clintona, 2. księcia Newcastle. Edward jednak nigdy się nie ożenił i nie pozostawił potomstwa, więc po jego rychłej śmierci (która nastąpiła ledwie miesiąc po uzyskaniu tytułu) tytuł księcia Newcastle wygasł.